# Puka, Albanien
Puka är en ort i norra Albanien. Kommunen Puka bildades 2015 genom en sammanslagning av tidigare Pukë, Gjegjan, Rrapë, Qelëz och Qerret kommuner. De tidigare kommunerna hade tillsammans 11 069 invånare enligt folkräkningen 2011. Kommunens yta är 505,53 km². Den lokala fotbollsklubben heter KS Tërbuni Pukë.
Under antiken var orten känd som Picarea och beboddes av den illyriska stammen Pirustae. Ortens namn kommer från latinets via publica. Orten var på 1900-talet en militärbas och en viktig plats för katolsk utbildning. Den albanske poeten Migjeni levde och verkade i orten mellan åren 1936–1937. I dag är skolan, där han arbetade som lärare, en turistattraktion.